# Guadalmena (ganadería)
Guadalmena es el nombre de una ganadería brava española perteneciente a la Unión de Criadores de Toros de Lidia cuyas reses pastan en las fincas de Cañadillas altas y Cerro Rivera, en el término municipal de Santiesteban del Puerto, en la provincia de Jaén.
Los toros de esta ganadería están marcados en sus orejas con una señal en forma de zarcillo y lucen, durante la lidia, una divisa tricolor rojigualda. La antigüedad de Guadalmena se remonta al 8 de agosto de 2003, cuando lidió por primera vez un encierro completo en la Plaza de toros de Las Ventas.

## Historia de la ganadería
La historia de la ganadería se remonta a los últimos años del siglo XX cuando el empresario y ganadero madrileño Antonio Sainero decide fundar dos nuevas ganaderías. La primera de ellas la hace comprando la antigua divisa y hierro de la vacada de Hermanos Santamaría, que había sido en su momento del ganadero salmantino Lisardo Sánchez, con reses de origen Atanasio Fernández. Sobre esta base, creó la ganadería de La Gravera, la cual compuso genéticamente a base de toros de El Torero, así como el hierro de Guadalmena, la cual formó tras la compra de puntas de vacas y sementales a Núñez del Cuvillo, José Luis Osborne y Marqués de Domecq.
La antigüedad de la ganadería llegó años más tarde cuando se anunció como hierro titular de la novillada celebrada en la Plaza de toros de Las Ventas el 8 de agosto de 2003, con un cartel que compusieron los novilleros Caro Gil, Manuel Libardo y Alberto Aguilar. A ojos de la crítica, los novillos resultaron "bien presentados, y de juego desigual, destacando el tercero y, sobre todo, el cuarto". Sin embargo, ofrecieron el triunfo para los novilleros, especialmente para Caro Gil, que cortó dos orejas en el segundo de su lote, lo que le permitió abrir la puerta grande, y para Alberto Aguilar, que aunque fue cogido en la axila en el sexto toro de la tarde pudo cortar un apéndice en el tercer toro.

### Características
La ganadería de Guadalmena, al estar compuesta por toros mayoritariamente de origen Domecq, tiene según la legislación vigente, las siguientes características morfológicas y zootécnicas:
- Elipométricos y eumétricos, más bien brevilíneos con perfiles rectos o subconvexos.
- Bajos de agujas, finos de piel y de proporciones armónicas.
- Bien encornados, con desarrollo medio, y astifinos, pudiendo presentar encornaduras en gancho.
- El cuello es largo y descolgado, el morrillo bien desarrollado y la papada tiene un grado de desarrollo discreto.
- La línea dorso-lumbar es recta o ligeramente ensillada. La grupa es, con frecuencia, angulosa y poco desarrollada y las extremidades cortas, sobre todo las manos, de radios óseos finos.
- Sus pintas son negras, coloradas, castañas, tostadas y, ocasionalmente, jaboneras y ensabanadas, estas últimas por influencia de la casta Vazqueña. Entre los accidentales destaca la presencia del listón, chorreado, jirón, salpicado, burraco, gargantillo, ojo de perdiz, bociblanco y albardado, entre otros. En la línea de Osborne son muy peculiares las pintas ensabanadas, con accidentales característicos como el mosqueado, botinero, bocinegro, etc.
- Los ejemplares derivados de la línea Marqués de Domecq se caracterizan por mayor desarrollo de defensas, mayor capacidad torácica, pezuñas bastas, mayor peso y alzada y menor finura de piel que el prototipo característico del encaste.

### Toros célebres
| Toro      | Número | Capa  | Peso | Guarismo | Fecha de lidia | Plaza de toros            | Torero          | Observaciones                        | Ref.  |
| --------- | ------ | ----- | ---- | -------- | -------------- | ------------------------- | --------------- | ------------------------------------ | ----- |
| Trebolito | 10     | Negro | -    | 11/13    | 10-06-2018     | Plaza de toros de Cehegín | David Fernández | Toro premiado con la vuelta al ruedo | [ 6 ] |

### Toros indultados
| Toro      | Número | Capa  | Peso | Guarismo | Fecha del indulto | Plaza de toros                         | Torero        | Ref.  |
| --------- | ------ | ----- | ---- | -------- | ----------------- | -------------------------------------- | ------------- | ----- |
| Honorable | 36     |       |      |          | 04-10-2003        | Plaza de toros de Úbeda                | El Fandi      | [ 7 ] |
| Trebolito | 15     | Negro | -    | -        | 27-03-2005        | Plaza de toros de Santoña              | Víctor Puerto | [ 8 ] |
| Fisgón    | 96     | Negro | -    | -        | 05-07-2009        | Plaza de toros de Bolaños de Calatrava | Víctor Puerto | [ 9 ] |